# Deltocyathus moseleyi
Deltocyathus moseleyi är en korallart som beskrevs av Stephen D. Cairns 1979. Deltocyathus moseleyi ingår i släktet Deltocyathus och familjen Caryophylliidae. Inga underarter finns listade i Catalogue of Life.